# Phrurolinillus tibialis
Phrurolinillus tibialis is een spinnensoort uit de familie van de Phrurolithidae.
De wetenschappelijke naam van de soort werd in 1878 als Micariosoma tibiale gepubliceerd door Eugène Simon.